# Claes-Robert Julander
Claes-Robert Julander, född 1944, är en svensk ekonom, professor i företagsekonomi med inriktning mot marknadsföring vid Handelshögskolan i Stockholm och rektor emeritus.

## Utbildning
Julander disputerade vid Handelshögskolan i Stockholm 1975 och erhöll titeln ekonomie doktor (ekon.dr).

## Karriär
Julander innehade en professur i företagsekonomi vid Handelshögskolan i Stockholm 1985–2000. Han blev chef för det nybildade forskningscentret Fonden för distributions- och handelsforskning (nuvarande Center for Consumer Marketing) vid Ekonomiska forskningsinstitutet (EFI, nuvarande Stockholm School of Economics Institute for Research, SIR) vid samma högskola. Centrets forskning är inriktad mot konsumenters beteende.
Julander utsågs 1996 av Handelshögskolan i Stockholms direktion, högskolans högsta verkställande organ, till rektor för Handelshögskolan i Stockholm. Han innehade denna befattning till år 2000. Genom sin tjänst som rektor var han ex officio, genom sitt ämbete, garanterad en plats i direktionen. Han har också varit chef för Ekonomiska forskningsinstitutet och Institutionen för marknadsföring och strategi vid högskolan. 2004–2008 innehade han Ragnar Söderbergs professur i ekonomi vid högskolan. Hans specialområde är forskning angående konsumenters beslutsfattande.

## Tidslinje
- Professor i företagsekonomi vid Handelshögskolan i Stockholm 1985–2000
- Rektor för Handelshögskolan i Stockholm 1996–2000
- Ragnar Söderbergs professur i ekonomi vid Handelshögskolan i Stockholm 2004–2008

## Utmärkelser
- Söderbergska handelspriset 1994
- Ledamot av Kungl. Ingenjörsvetenskapsakademien, invald 2007[2][3]